# Robert Dashwood (1er baronnet)

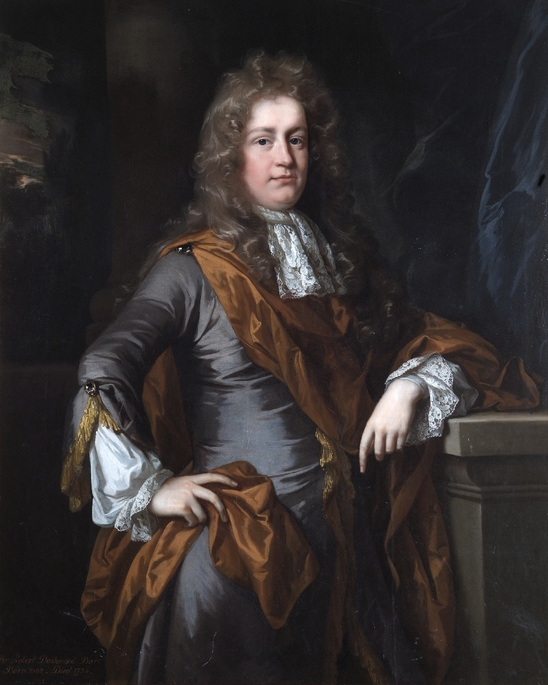
Sir Robert Dashwood

Robert Dashwood, 1er baronnet (1662-1734) est un homme politique anglais.

## Biographie
Fils de George Dashwood, un marchand de Londres, et de Margaret Perry, il est le cousin germain de Samuel Dashwood et Francis Dashwood (1er baronnet) (la fortune des deux branches de la famille revient au grand-père de George Dashwood, Robert Dashwood de Stogumber à Somerset, décédé en 1610). Son frère George est député de Sudbury sous la reine Anne, tandis que sa sœur Elizabeth épouse Thomas Hare, 2e baronnet, député de Norfolk. Il fait ses études au Collège d'Eton et au Trinity College d'Oxford et est créé baronnet le 16 septembre 1684,,,,.
Dashwood est un conservateur et un anglican affirmé; et un courtisan sous Jacques II. Malgré ces opinions, il s'implique dans l'affaire d'Edmund Prideaux, et dans la Rébellion de Monmouth en 1685. Il y a un lien familial, Prideaux étant le frère de sa belle-mère Margaret. Donnant et prêtant de l'argent, Dashwood permet à Prideaux de payer les frais de procès,. Il est élu trois fois député de Banbury en 1689; et pour l'Oxfordshire en novembre 1699, perdant son siège en 1700. Au fur et à mesure que les années 1690 avançaient, il s'identifie à l'opposition du parti national.

## Famille
Le 9 juin 1683, Dashwood épouse Penelope, fille de Thomas Chamberlayne, 2e baronnet. Ils ont cinq fils et quatre filles.
Leur fils aîné Robert, qui épouse Dorothea Read. Le fils suivant Richard épouse une cousine, Elizabeth Lewis (petite-fille de Samuel Dashwood, un cousin au deuxième degré). Leur fille Penelope épouse John Stonhouse (3e baronnet), député de Berkshire. La troisième fille Catherine épouse Robert Bankes Jenkinson, 4e baronnet,.
Les autres filles sont Margaret (décédée jeune) et Anne qui épouse Anthony Cope (il est le fils de Jonathan Cope et le frère de Jonathan Cope (1er baronnet), tous deux députés). Robert le fils est décédé en 1728, à Paris, avant son père. Son fils devient James Dashwood, 2e baronnet en 1734,.